# Tseajaia
Tseajaia is een geslacht van uitgestorven tetrapoden. Het was een basale diadectomorf die leefde in het Perm van Noord-Amerika.

## Naamgeving
De typesoort Teajaia campi werd in 1964 benoemd door Vaughn. De geslachtsnaam verwijst naar de vindplaats Tse Ajai, 'rotshart' in het Navaho, in San Juan County, Utah. De soortaanduiding eert Charles Lewis Camp als ontdekker.
Het holotype is UCMP V4225/59012, een in verband liggend skelet met schedel van een volwassen individu, gevonden in 1942. Op bijna dezelfde locatie werd in 1942 een tweede specimen gevonden.

## Beschrijving
Het skelet is dat van een middelgrote, tamelijk geavanceerde reptielachtige 'amfibie'. Bij leven was het dier ongeveer een meter lang en leek het misschien vaag op een leguaan, hoewel langzamer en met een meer amfibische voet zonder klauwen. De schedel is driehoekig in bovenaanzicht. Het gebit was enigszins bot, wat wijst op een leven als herbivoor of mogelijk omnivoor.
Een mogelijke autapomorfie is dat wandbeen en tabulare geen contact meer maken door een zijdelingse uitbreiding van het postparietale.

## Fylogenie
Tseajaia werd beschreven vanuit een enkel, redelijk compleet exemplaar en kreeg zijn eigen familie van Robert L. Carroll. Oorspronkelijk werd gedacht dat het een lid van de Seymouriamorpha was. Aanvullende vondsten uit New Mexico die een betere taxonomische analyse mogelijk maken, geven aan dat de familie behoort tot de Diadectomorpha, als de zustergroep van de grote en meer afgeleide Diadectidae. Omdat Tseajaia zelf een vrij algemene vorm is, geeft het een redelijke indicatie van de bouw en het uiterlijk van de naaste verwanten van de Amniota.